# Lexus LF
Lexus LF é uma série de modelos conceituais desenvolvidos pela Lexus. "LF" significa L-finesse, um novo conceito de design da Lexus.

## LF-A

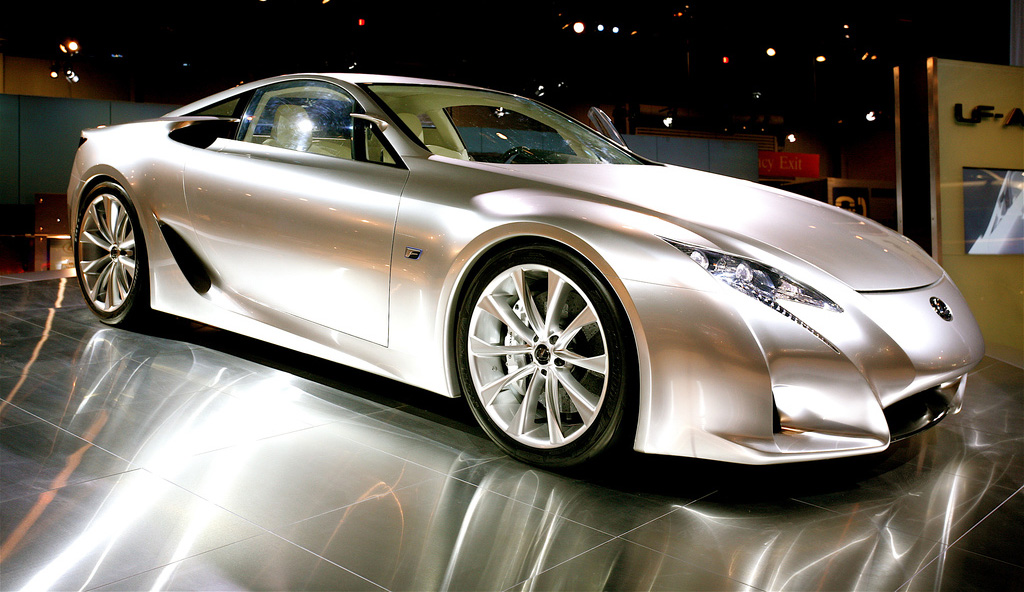
Um Lexus LF-A

Protótipo de modelo super despotivo.

## LFA
O Lexus LFA é a versão definitiva do protótipo do super desportivo Lexus LF-A. Tem um motor 4.8 V10 com 560cv e que atinge as 9900 RPM. A velocidade máxima é de 325 km/h. Custa cerca de 450.000€. Existem apenas 300 em todo o mundo.
O LFA é a versão definitiva do concept LF-A. Tem um motor 4.8 V10 com 560cv e velocidade Máxima de 325 km/h. Chega às 9900 RPM. Os engenheiros da Lexus tiveram de instalar um manómetro digital devido à velocidade que as RPM mudavam.

## LF-A Roadster
Versão conversível do LF-A.

## LF-C

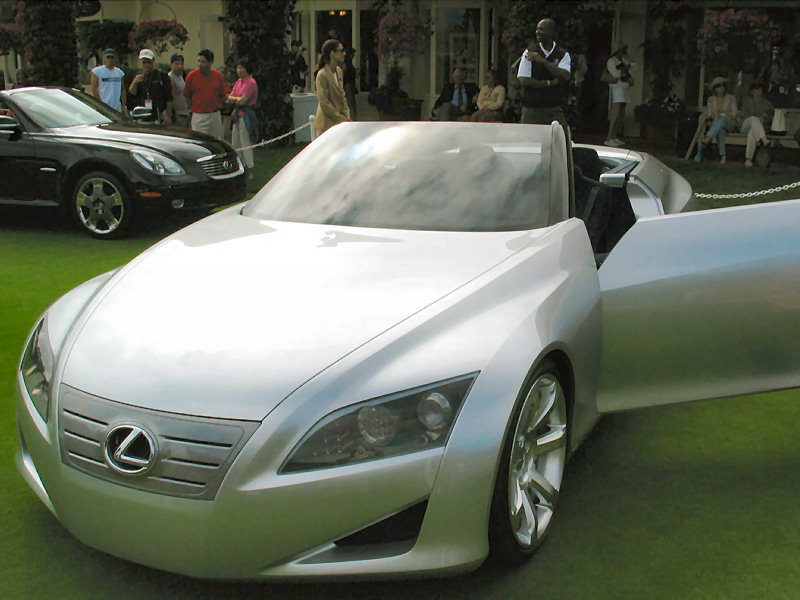

Protótipo de modelo compacto apresentado em 2004 no New York Auto Show.

## LF-S

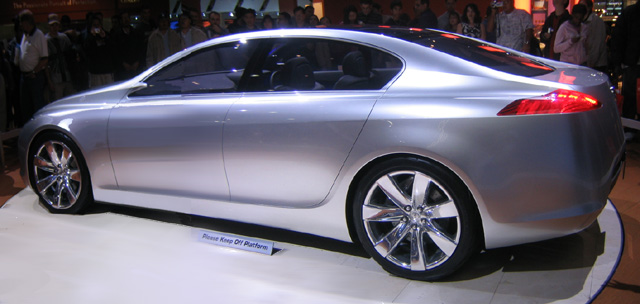

Protótipo de sedan médio-grande apresentado em 2003 no Tokyo Motor Show.

## LF-Sh

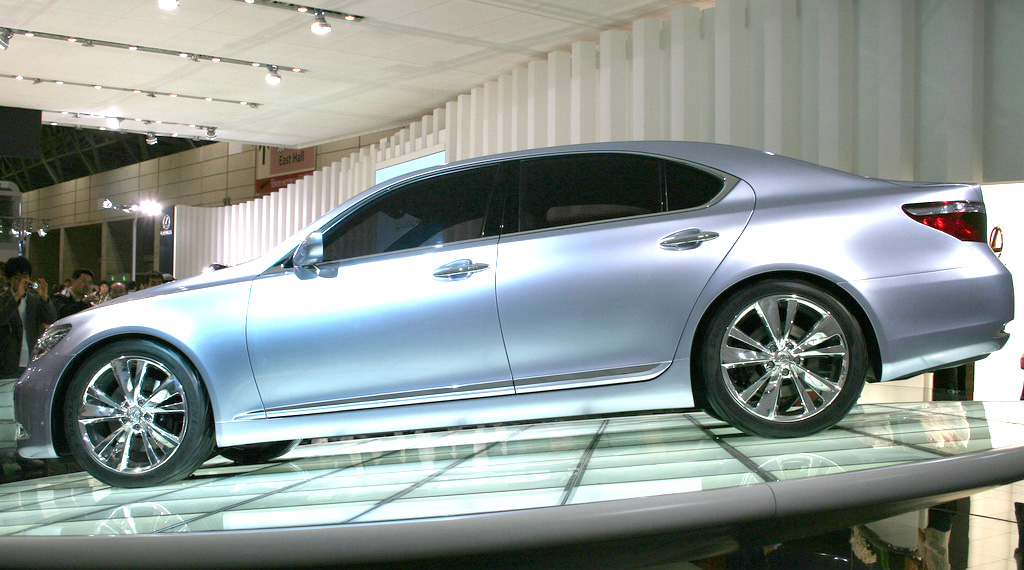

Prótipo de sedan de porte grande.

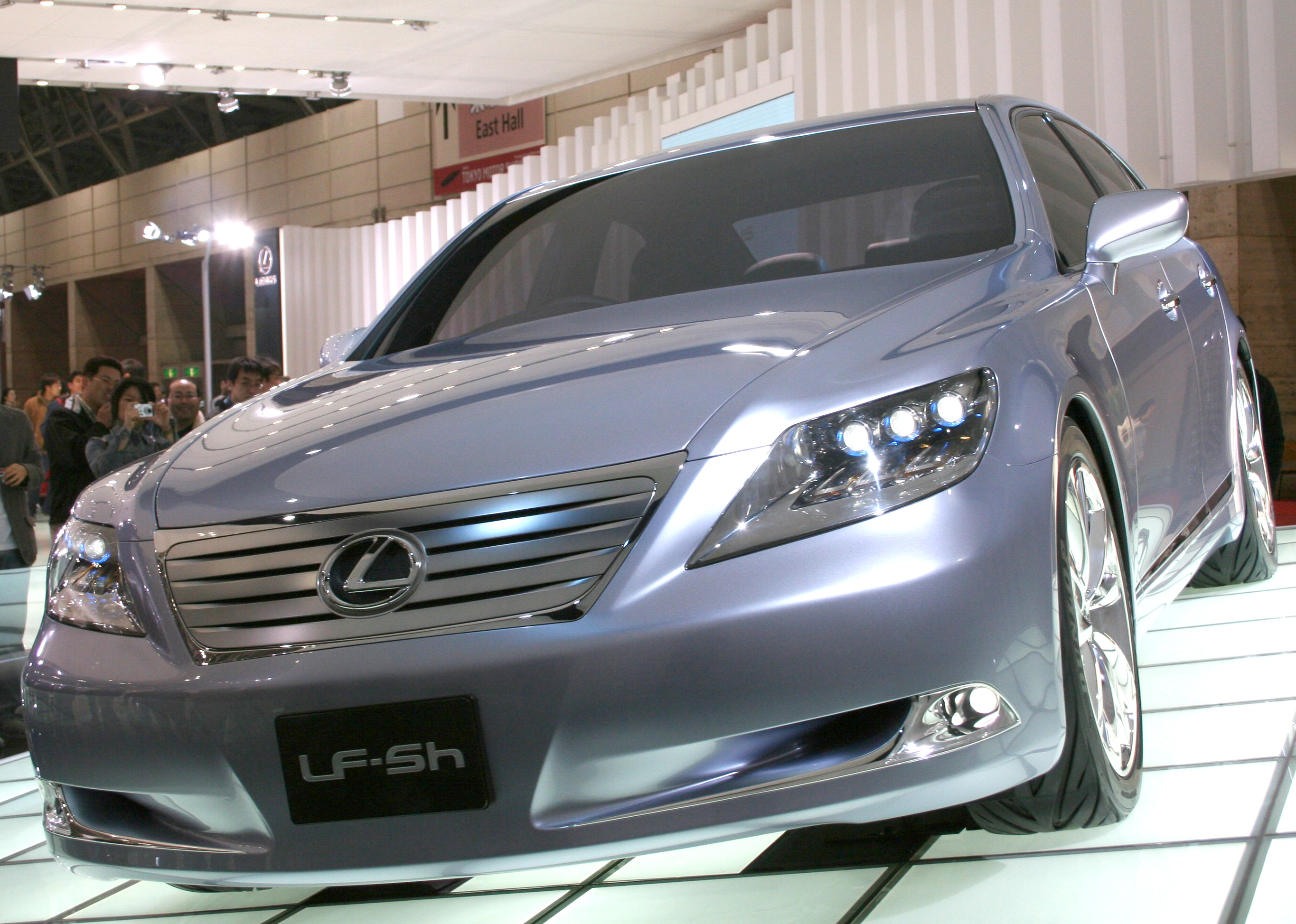
At the '05 Tokyo Motor Show.
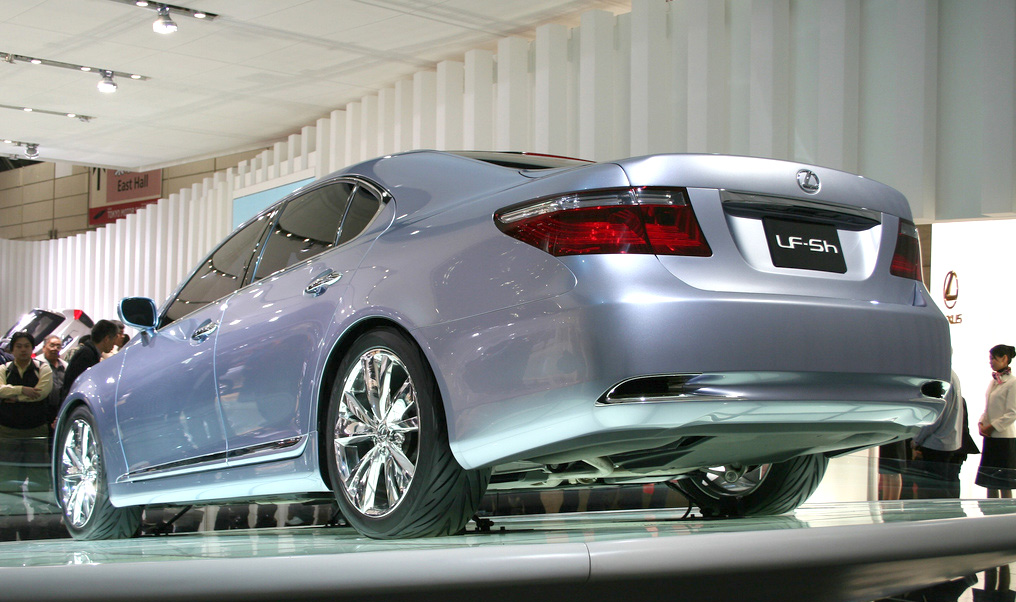
Integrated exhaust vents.
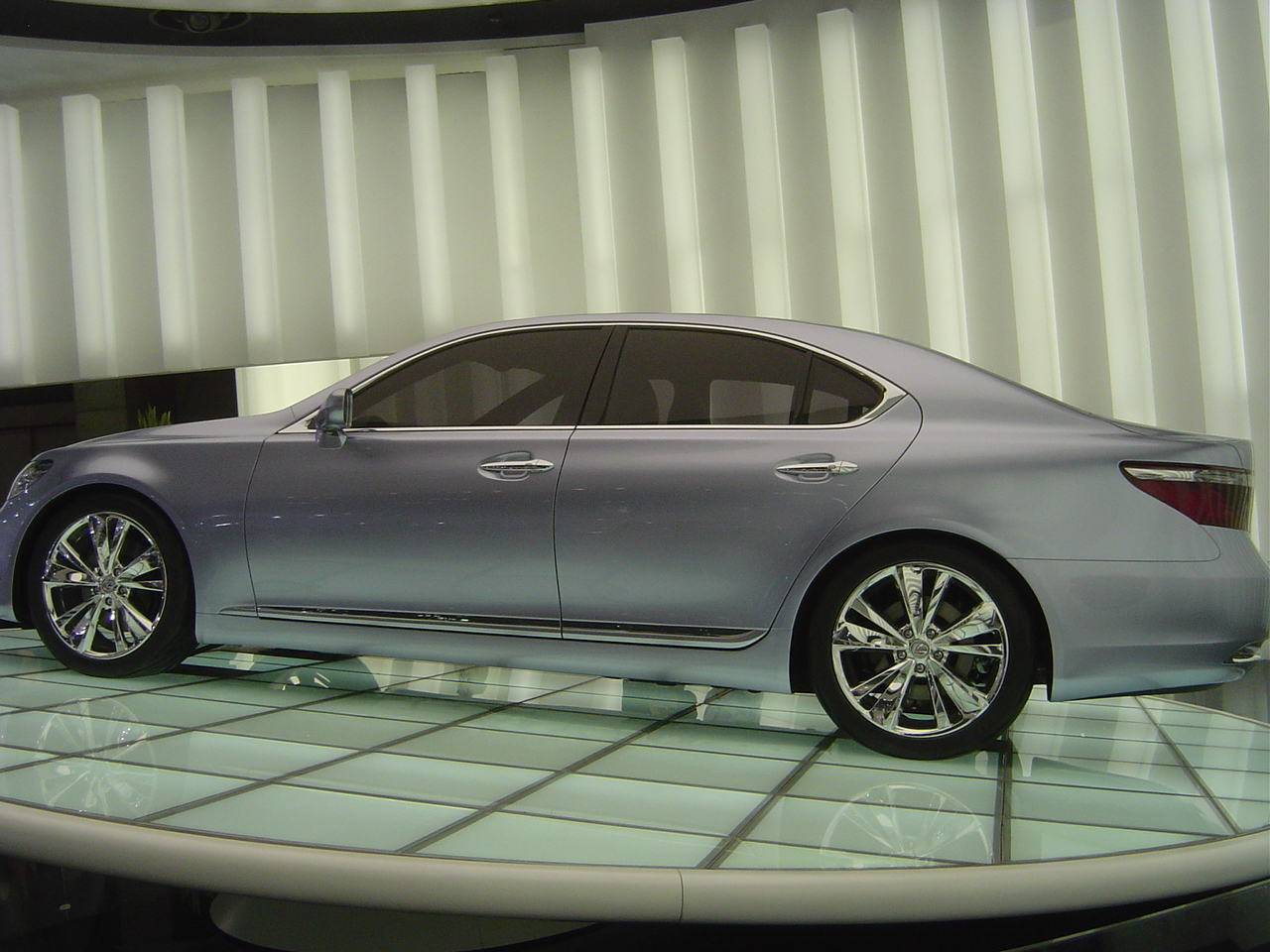
Side profile.

## LF-X
Protótipo de crossover.

## LF-Xh
Protótipo de crossover híbrido apresentado em outubro de 2007 no Tokyo Motor Show. É um SUV que tem um motor V6 a gasolina e uma unidade eléctrica.